# Римар Петро Олексійович
Петро Олексійович Римар (*31 березня 1939 року, село Березівка (нині — село Садове), Коростишівського району, Житомирської області — 9 листопада 2010 року, місто Київ), український архітектор, член Національної спілки архітекторів України, член International Council on Monuments and Sites (ICOMOS) (Міжнародної ради з питань пам'яток і визначних місць), почесний член Українського національного комітету ICOMOS, член Українського товариства охорони пам'яток історії та культури (УТОПІК).
За багаторічну сумлінну працю був нагороджений Почесною грамотою Кабінету Міністрів України, Почесною грамотою та Подяками Міністерства культури, Подякою Українського товариства охорони пам'яток історії та культури, Подякою Київського міського голови.

## Біографія
Народився у сільській родині, батько — Римар Олексій Іванович (1915–1978) — робітник (водій), учасник Німецько-радянської війни 1941–1945 років Другої світової війни, нагороджений двома медалями «За відвагу», матір — Римар (Костюченко) Анастасія Макарівна (1916–2002) — працівник сільського господарства.
Був другою дитиною у родині. Старший брат — Микола (1936), помер у дитячому віці. Молодший брат — Іван (1940–2012), сестра — Надія (1944).
1946 року родина переїхала до міста Коростишів.
1957 року з відзнакою закінчив Коростишівську загальноосвітню школу № 3.
1960 закінчив відділення малюнку та живопису Курсів Заочного Навчання при Центральному Будинку народної творчості імені Н. К. Крупської (нині — Заочний Народний Університет Мистецтв).
1967 року закінчив Київський державний художній інститут (майстерня М. Катерноги)(нині — Національна академія образотворчого мистецтва і архітектури).
Дипломною роботою був проект комплексу Історичного музею на острові Хортиця у Запоріжжі (майстерня професора Петра Костирка).
Працював у проектних установах Запоріжжя та Києва.
З 1969 року мешкає у місті Києві, з 1972 — на Лісовому масиві.
Архітектор пам'ятників видатному українському вченому, лауреату Нобелівської премії Іллі Мечникову у Парижі, Франція (скульптор — Валентин Зноба), який було передано в дар Україною до Франції, та погруддя професора, доктора технічних наук, член-кореспондента АН СРСР Петра Непорожнього в місті Яготині, що на Київщині.
Брав безпосередню участь в організації проектування та створення багатьох пам'ятників і монументів. Серед них пам'ятники Ярославу Мудрому, Михайлу Грушевському, Шолом Алейхему, меморіал працівникам органів внутрішніх справ України, загиблих під час виконання службових обов'язків в місті Києві, Букринський меморіал на Київщині, організовував конкурси зі створення Монументу Незалежності в Києві. Працював над об'ємно-просторивим рішенням Монументу Незалежності.
Останнім часом працював над проектом монумента по увічненню пам'яті видатних діячів української культури (Микола Зеров, Микола Куліш, Лесь Курбас), які зазнали переслідувань і катувань та були страчені у жовтні-листопаді 1937 року в урочищі Сандармох, Карелія.
Значну частину свого життя присвятив справі охорони культурної спадщини України.
Працюючи у Міністерстві культури України займався питаннями охорони культурної спадщини України та брав безпосередню участь у створенні багатьох історико-культурних заповідників України.
Протягом багатьох років був членом редакційної колегії українського науково-популярного часопису «Пам'ятки України: історія та культура».
Разом з Юрієм Лихим був автором Закону України «Про охорону культурної спадщини». Завдяки прийняттю цього законодавчого акту стало можливе створення на базі управління культурної спадщини Міністерства культури і мистецтв України окремого центрального органу охорони культурної спадщини — Державної служби з питань національної культурної спадщини. Ця подія піднесла справу охорони культурної спадщини в Україні на якісно новий рівень.
Вийшовши на пенсію працював завідувачем Музею історичних коштовностей України. Брав участь у організації і проведенні виставок у Сполучених Штатах Америки, Канаді, Франції, Японії, Німеччині, Фінляндії, країнах Бенілюкс (Бельгія, Нідерланди та Люксембург) з метою пропагування української історії, культури та мистецтва серед світової спільноти.
Під час навчання у школі та служби в армії займався футболом. Грав голкіпером за спортивний клуб армії.
З дитинства захоплювався малюнком і фотографією. Працював у різних техніках: олія, гуаш, акварель, пастель, вугілля, олівець. Залишив по собі чималий творчий доробок.
Похований на Лісовому кладовищі в Києві.

## Трудовий шлях

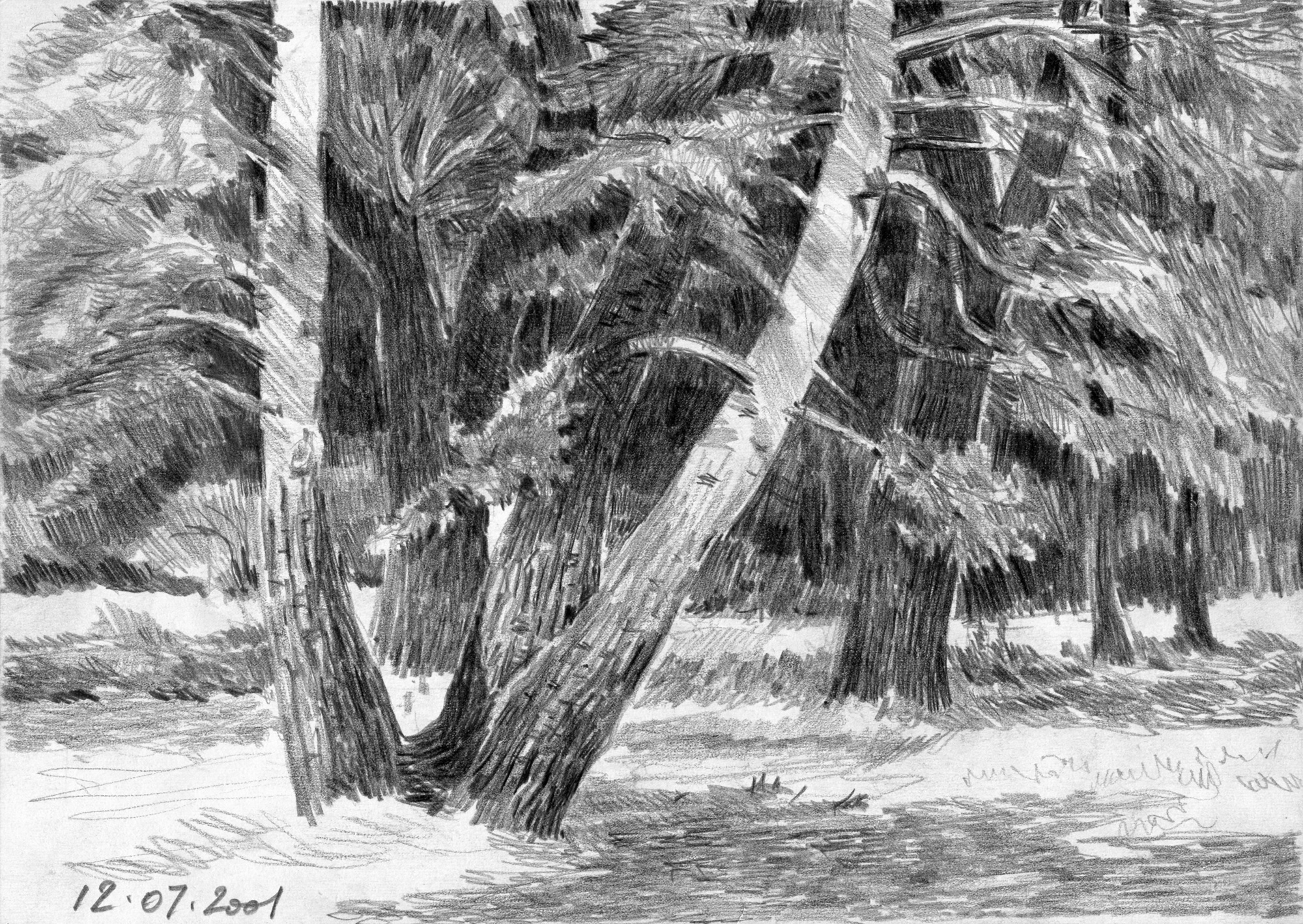
Урочище "Феофанія", 2001 р.

1958–1961 — служба у лавах Радянської Армії (місто Любомль, військова частина 19206).
1961–1967 — студент Київського державного художнього інституту (нині — Національна академія образотворчого мистецтва і архітектури).
1967–1968 — архітектор Запорізької філії інституту «Укрміськбудпроект».
1968–1969 — старший архітектор Запорізької філії інституту «Укрміськбудпроект».
1969–1971 — старший архітектор АПМ-3 «КиївНДІПмістобудування».
1971–1976 — керівник групи АПМ-3 «КиївНДІПмістобудування».
1976–1978 — головний архітектор проектів «КиївНДІПмістобудування».
1978–1981 — художник-архітектор ТПМ «Художпроект».
1981–1983 — експерт художньо-експертної колегії Міністерства культури УРСР.
1983–1984 — в.о. начальника управління образотворчих мистецтв Міністерства культури УРСР.
1984–1986 — начальник управління образотворчих мистецтв Міністерства культури УРСР.
1986–1988 — начальник відділу пам'яток культури — заступник начальника управління образотворчих мистецтв Міністерства культури УРСР.
1988–1993 — начальник відділу пам'яток Головного управління технічного прогресу, капітального будівництва та реставрації Міністерства культури УРСР.
1993–1995 — Начальник управління охорони історико-культурного середовища — заступник керівника департаменту пластичних мистецтв та історико-культурного надбання Міністерства культури України.
1995–1998 — начальник управління культурної спадщини Міністерства культури і мистецтв України.
1998–2004 — завідувач Музею історичних коштовностей України Міністерства культури і мистецтв України.
2004–2007 — головний інженер Дирекції з реконструкції, реставрації та розширення Національного художнього музею України Міністерства культури і туризму України.

## Виноски
1. ↑  International Council on Monuments and Sites (ICOMOS). Архів оригіналу за 17 травня 2008. Процитовано 24 грудня 2010.
2. ↑  Український національний комітет ICOMOS. Архів оригіналу за 26 липня 2013. Процитовано 28 жовтня 2011.
3. ↑  Портал Коростишівської школи № 3. Архів оригіналу за 26 листопада 2011. Процитовано 8 лютого 2011.
4. ↑  Заочний Народний Університет Мистецтв. Архів оригіналу за 17 жовтня 2011. Процитовано 12 червня 2011.
5. ↑  Верховна Рада України, Закон від 8 червня 2000 р. № 1805-III: Про охорону культурної спадщини
6. ↑  Український державний проектний інститут «Укрміськбудпроект». Архів оригіналу за 2 січня 2011. Процитовано 24 грудня 2010.
7. ↑  Кабінет міністрів України, Розпорядження від 10 червня 1992 р. № 337-р Київ: Організаційний комітет для підготовки та відзначення 150-річчя від дня народження видатного художника Іллі Юхимовича Рєпіна
8. ↑  Кабінет міністрів України, постанова від 2 серпня 1996 р. № 913 Київ: Про затвердження наглядових рад національних закладів (установ) культури України[недоступне посилання з липня 2019]
9. ↑  Газета "Інформаційно-аналітичний тижневик «Дзеркало тижня. Україна»: Одіссея скіфського золота. Історичні коштовності України покоряють світ [Архівовано 22 травня 2009 у Wayback Machine.]